# 長享の乱
長享の乱（ちょうきょうのらん）は、長享元年（1487年）から永正2年（1505年）にかけて、山内上杉家の上杉顕定（関東管領）と扇谷上杉家の上杉定正（没後は甥・朝良）の間で行われた戦いの総称。この戦いによって上杉氏は衰退し、伊勢宗瑞（北条早雲）を祖とする後北条氏の関東地方進出の端緒となった。

## 発端
享徳の乱が上杉氏と古河公方足利成氏との間で30年近くにわたって続いた間、上杉一門は一致協力して成氏とこれを支持する関東の諸大名に対して戦いを続けた。しかし文明8年（1476年）、顕定の重臣長尾景春が顕定との確執から突如謀反の兵を挙げると（長尾景春の乱）、山内上杉軍は総崩れと化した。これを鎮めたのは、扇谷上杉家の家宰であった太田道灌（資長）である。
道灌の活躍で景春の乱自体は鎮圧されたものの、関東管領である顕定と山内上杉家の権威は落ち込み、道灌の主君である扇谷上杉家の上杉定正の権威が高まった。かつては世間から「鵬躙之遊」（大きな鳥と小さな鳥）と呼ばれて嘲笑され、定正を嘆かせるほどの「小さな鳥」であった扇谷上杉家が、「大きな鳥」である山内上杉管領家と並ぶ実力を有するに至ったのである。
これを憂慮した顕定は、道灌の才能はやがて上杉一門を危険に陥れると警告して定正の猜疑心を煽る一方、古河公方足利成氏との和解に踏み切って、秘かに定正との戦いの準備を進めていた。やがて、定正は道灌を遠ざけるようになり、道灌も自分の忠義を評価しようとしない定正に不安を抱き始め、万一に備えて息子資康を成氏への人質に差し出していた。
文明18年7月26日（1486年8月25日）、相模国糟屋館（現在の神奈川県伊勢原市）にいた上杉定正の元に出仕していた道灌は、定正の配下によって暗殺された。その後、資康は江戸城に戻り家督を継承したが、定正は間もなく江戸城を占領して資康を放逐した（江戸城の乱）。扇谷上杉家の支柱として内外の信望が高かった道灌の誅殺は、扇谷上杉家中に動揺をもたらした。特に相模三浦氏では当主の三浦高救（定正の実兄）が定正に代わろうと図って、先代当主である養父三浦時高に追放されるという事件が発生している。
翌長享元年（1487年）、顕定と実兄の定昌（越後守護）は扇谷上杉家に通じた長尾房清の下野国足利庄勧農城（現在の栃木県足利市）を奪い、ここに両上杉家の戦いが勃発したのである。

## 経過
長享2年（1488年）に入ると、顕定は実父の越後守護上杉房定の支援を受けて、2月に太田資康や三浦高救とともに本拠のある武蔵国鉢形城を1000騎で出発、一気に定正の本拠糟谷館を制圧しようとした。ところが、定正は留守を兄の朝昌（定正の養子・朝良の実父）に任せて同じ武蔵の河越城に滞在しており、ただちに200騎でこれを追跡、糟谷館郊外の実蒔原（さねまきはら、現在の神奈川県伊勢原市）で顕定軍に奇襲攻撃をかけた（実蒔原の戦い）。予想外の奇襲に顕定軍は潰走したものの、定正側も朝昌の居城の七沢城（同厚木市）を失った（なお、この時朝昌も死亡したという説があるが、実際にはその後も生存が確認されている）。さらに3月には上野国白井城（現在の群馬県渋川市）に滞在していた上杉定昌が自害を遂げており、扇谷上杉氏や長尾景春方の襲撃の可能性も指摘されている。
憤慨した顕定は6月に河越城を襲おうとするが、今度は先に顕定に反逆して逃亡していた長尾景春が足利政氏（成氏の子、父の隠居後に古河公方を継ぐ）の援軍を引き連れて定正軍に加勢し、須賀谷原（すがやはら、現在の埼玉県嵐山町）で衝突し、またもや定正軍が顕定軍を退けた（須賀谷原の戦い)。11月には今度は定正軍が鉢形城に攻め寄せたため、顕定軍は高見原（同小川町）・鷹野原（同寄居町）で迎え撃ったが3たび敗北した（高見原の戦い）。
山内・扇谷両上杉の軍勢が激突した実蒔原・須賀谷原・高見原（鷹野原を含む）の3つの戦いを俗に「長享三戦」と呼び、いずれも扇谷上杉陣営の勝利に終わったが、太田道灌誅殺後の軍民の離反は続き、逆に連敗した山内上杉陣営は後方に越後・上野国両国を有しており、その支援によって鉢形城を保ち続けていた。
一方、先の享徳の乱の折、足利成氏に代わる鎌倉公方として上杉氏が招聘した足利政知は、鎌倉に入ることが出来ずに山内上杉家が守護を兼ねていた伊豆国に留まって、堀越公方と名乗っていた。ところが、肝心の上杉氏と古河公方との和解が成立してしまったために、堀越公方の支配圏は伊豆1国のみに押し込められ、政知は延徳3年（1491年）に病死した。
その後、堀越公方勢力に内紛が生じ、その間隙を縫って駿河今川氏の客将であった興国寺城城主・伊勢宗瑞（北条早雲）が、明応2年（1493年）に将軍足利義澄(義遐)（堀越公方家出身、正式な就任は翌年のことである）の命を奉じて伊豆に侵攻し、堀越公方を襲撃して伊豆を奪取した（伊豆討ち入り）。これには、領国相模を背後から脅かす伊豆国内の山内上杉陣営勢力とこれに支えられた堀越公方の存在を煙たがった、上杉定正の画策があったとも言われている。事実、直後に定正から宗瑞に対して対顕定討伐への協力依頼が出されている。
ところが、明応3年（1494年）に定正の名代として相模の東西半分ずつを支配していた三崎城の三浦時高（9月23日）と、小田原城の大森氏頼（8月16日）が相次いで亡くなり、その後継を巡って三浦・大森両氏は内紛状態に陥った。さらに10月2日には、鉢形城の上杉顕定を討つために宗瑞の援軍を仰いで再度高見原に出陣していた上杉定正が、荒川渡河中に落馬して死亡した。扇谷上杉家は養子の朝良が継承したが、定正の死は戦況を大きく変えることになった。
まず、定正存命中から関係が悪化していた古河公方足利成氏が上杉顕定側に支持を変え、一方で相模三浦氏では三浦高救の養子・義同が内紛に勝って家督を継いだ（従来、義同が時高を攻め滅ぼしたと言われてきたが、実際には信頼の出来る裏付けはないと言われている）。このため、高救や婿の太田資康も義同の口添えで扇谷上杉家に復帰したのである。なお、10月17日には、顕定の実父である越後守護上杉房定が病死して、顕定の実弟房能が家督を継承している。

## 終結
長年、明応4年（1495年）に宗瑞が謀略をもって大森氏を継いだ大森藤頼から小田原城を奪ったと言われてきた。
ところが、この翌年にあたる明応5年（1496年）、上杉顕定は足利政氏と連合して相模に侵攻して扇谷上杉側の長尾景春、大森藤頼、そして宗瑞の援軍と戦い、大森藤頼と援軍を率いてきた宗瑞の弟・伊勢弥次郎が籠る小田原城を攻め落としている。つまり、宗瑞が小田原城を手中に収めたとされている時期には追放されたはずの大森藤頼がいまだに小田原城主であり、宗瑞が盟友として藤頼を救援しているのである。この事実について、近年では明応10年（文亀元年・1501年）までに何らかの理由（大森藤頼の山内上杉側への内応か？）で宗瑞が相模守護である上杉朝良の許しを得て、小田原城を占拠して自分のものとしたと考えられている。
ここで注目すべきは、仮にも同盟相手とはいえ他国の大名の家臣に領地の一部を譲り渡すという事態はそれだけ、朝良の戦況が苦境に立たされていたことの反映であると考えられている。宗瑞の武将としての才覚はもちろんのこと、宗瑞の甥で被後見者である駿河守護今川氏親の軍事力を朝良は必要としていたのである。事実、その軍事的支援を受けて、朝良は顕定に奪われた相模の諸城を取り戻している。こうして戦線は再び武蔵国内に戻ることになった。
永正元年（1504年）8月22日、上杉顕定は上杉朝良の拠点である河越城の攻撃を開始するが、らちがあかないと見るや、今度は南の江戸城を攻撃しようとした。ところが途中で、伊勢宗瑞が今川氏親と連合して武蔵国に向けて進軍中との情報を入手し、武蔵国立河原（現在の東京都立川市）に軍を結集した。9月27日、上杉顕定・足利政氏連合軍と上杉朝良・今川・伊勢の連合軍が立河原で激突した。この立河原の戦いで、顕定側は2千人以上の戦死者を出して潰走した。
ところが、この報を聞いた越後守護上杉房能は兄の顕定を救うべく、守護代長尾能景を鉢形城に派遣して、11月に今川・伊勢の援軍が撤退して守備が手薄となった河越城を攻撃し、その勢いで椚田城（現在の東京都八王子市）と実田城（現在の神奈川県平塚市）を攻め落とした。皮肉にも、立河原での扇谷上杉家の大勝が、越後上杉氏による扇谷上杉家に対する大規模な侵攻を招く結果となったのである。
永正2年（1505年）3月、再度顕定の軍勢に河越城を包囲された上杉朝良は、降伏を表明。和議は武蔵国中野陣で行われた。なお、同年に中野陣で扇谷上杉家家宰の太田六郎右衛門尉が朝良によって誅殺されており、この降伏に関する動きであるとも考えられる。
顕定は、かつての戦場であった須賀谷原近くの菅谷館に朝良を幽閉して出家させ、朝良の代わりに甥の上杉朝興を当主に立てることを扇谷上杉家臣団に強要した。だが、扇谷上杉家臣団の反発が強く、また古河公方家足利政氏と嫡男高基との不仲が問題化すると、顕定もこの方針の修正を余儀なくされ、朝良が解放されて河越城に戻るとただちにこの話はなかったこととされた（なお、朝興当主説を、後に朝良の子に代わって当主となった朝興周辺が家督相続を正当化するために作った創作とする説もある）。永正4年（1507年）、顕定の養子憲房と朝良の妹の婚姻が成立して、山内・扇谷両家の同盟関係は復活した。

## その後
両上杉家の和睦でもたらされたかに見えた平和は、突然破られることになる。
山内・扇谷両家の婚姻成立直後、顕定の片腕ともいえる存在であった弟の越後守護上杉房能が、守護代長尾為景（上杉謙信の父）らが擁する上条定実軍に追われて自害した。これに激怒した顕定は、戦力が回復した永正6年（1509年）に為景討伐の兵を挙げて越後に進軍した。顕定は出発に先立って上杉朝良と会談し、誓書を交わしている。すると、その留守を狙って旧領のある上野に戻っていた長尾景春が再び反乱を起こし、さらに宗瑞が突如扇谷上杉家との同盟を破棄して相模中部への侵攻を開始した。
翌年に上杉顕定が定実・為景軍の返り討ちにあって戦死すると、遺された2人の養子、憲房と顕実（足利成氏の子）が次期関東管領を巡って内紛を開始、さらに古河公方陣営では顕実を支援しようとした足利政氏とこれに消極的な高基が対立、さらにその弟の義明も加わって古河公方の地位を巡る内紛が発生した（一連の戦いを総称して永正の乱と呼ぶ）。上杉朝良は山内上杉家と古河公方家の内紛を収拾しようと奔走するが、そうこうしているうちに、今度は宗瑞が相模三浦氏を滅ぼして相模1国を手中に収めた。
それからわずか50年のうちに、上杉氏は関東の大部分の支配権を伊勢氏（後北条氏）に奪われ、古河公方もその傀儡政権と化していくことになるが、その発端はこの長享の乱にあったといえる。